# Ким Ю Чжин (тхэквондистка)
Ким Ю Чжин (кор. 김유진; род. 17 октября 2000, Танян, Чхунчхон-Пукто) — корейская тхэквондистка. Чемпионка летних Олимпийских игр 2024 года, чемпионка Азии 2021 года, чемпионка Азиатских игр 2022 года. Участница летних Олимпийских игр 2024 года.

## Биография
Ким Ю Чжин родилась 17 октября 2000 года в Таняне, Южная Корея.

## Карьера
Ким завоевала золото на чемпионате мира по тхэквондо среди юниоров в Бернаби, в 2016 году.
В 2019 году завоевала золотую медаль в весовой категории до 57 кг на летней Универсиаде в Неаполе. Сохранила свой титул в весовой категории до 57 кг на летней Универсиаде в Чэнду в 2021 году.
Выступила на чемпионате Азии по тхэквондо 2021 года в Бейруте, где завоевала золотую медаль в категории до 57 кг. В финальной схватке одолела соперницу из Вьетнама.
В 2023 году стала бронзовым призером отложенных Азиатских игр в Ханчжоу в весовой категории до 57 кг.
На летних Олимпийских играх 2024 года в Париже, в весовой категории до 57 кг стала обладательницей золотой медали. В финальной схватке победила соперницу из Ирана Нахид Киани.